# Фрегаты типа «Идра»
Фрегаты типа «Гидра» — серия из 4 кораблей ВМС Греции. Проект разработан в Германии как один из вариантов модульного боевого корабля MEKO, подтип MEKO 200. Начало финансирования программы относится к 1988 году, когда планировалось построить 6 кораблей этого типа. Первый корабль построен в Германии и вступил в строй в 1992 году. Постройка остальных кораблей на греческой верфи Hellenic Shipyards затянулась из-за финансовых проблем до конца 1990-х годов. Окончательно было решено построить 4 корабля и дополнительно закупить в Нидерландах 8 подержанных фрегатов типа «Кортенар».
Проведённая в 2007 году модернизация системы управления стрельбой STIR, позволила переоснастить корабли зенитными ракетами ракетами ESSM. Испытания новых ракет были успешно проведены на фрегате F455 «Саламин» в августе 2008 года. Три остальных корабля были модернизированы в течение 2008 года.

## Состав серии
| Имя                  | Верфь       | Заложен    | Спущен     | В строю    | Происхож- дение названия |
| -------------------- | ----------- | ---------- | ---------- | ---------- | ------------------------ |
| F452 Hydra Ύδρα      | Blohm&Voss  | 17.12.1990 | 25.06.1991 | 12.11.1992 | о. Идра                  |
| F453 Spetsai Σπέτσαι | Hellenic SY | 11.08.1992 | 09.12.1993 | 24.10.1996 | о. Спеце                 |
| F454 Psara Ψαρά      | Hellenic SY | 12.12.1993 | 20.12.1994 | 30.04.1998 | о. Псара                 |
| F455 Salamis Σαλαμίς | Hellenic SY | 20.12.1994 | 15.05.1997 | 16.12.1998 | о. Саламин               |